# Francesc Xavier Grau i Vidal
Francesc Xavier Grau i Vidal (Lleida, 28 d'agost de 1958) és un catedràtic i investigador català.
És doctor en ciències químiques (1986) per la Universitat de Barcelona i catedràtic de mecànica de fluids a l'Escola Tècnica Superior d'Enginyeria Química de la Universitat Rovira i Virgili, universitat de la qual va ser el tercer rector, des de juny de 2006 fins a juny de 2014. Va ser president de l'Associació Catalana d'Universitats Públiques (ACUP) del 2011 al 2013. El 2014 va ser pregoner de les Festes de Santa Tecla i es va destacar amb un discurs al qual va parlar del paper en general de les ciutats, més flexibles que els antics estats nació en un món globalitzat i en particular de les forces de l'eix metropolità Tarragona-Reus en aquest món canviant per fer contrapès «a la forta tendència d'identificació de Catalunya amb Barcelona». L'agost de 2015 va ser anunciat com a candidat en darrera posició a la llista de Tarragona de la candidatura Junts pel Sí.
Ha estat secretari d'Universitats i Recerca del Departament d'Empresa i Coneixement des del 2018 fins a maig del 2021. En el transcurs del seu mandat ha estat un dels principals promotors del Pacte Nacional per a la Societat del Coneixement (PN@SC), un acord de país que vol impulsar una estratègia compartida entre l'àmbit de l'educació superior, la recerca i la innovació, i l'economia productiva per construir la Catalunya del futur.
Els seus escrits tracten principalment dues temàtiques: recerques acadèmiques en la seva especialitat de mecànica de fluids i assaigs sobre la política universitària en general i més particular a Catalunya així com articles d'opinió a la premsa diària sobre aquest darrer tema.
Actualment és membre de l'Institut d’Estudis Catalans, adscrit a la secció de Ciències i Tecnologia. Actualment (2023) és president de l'Agència per a la Qualitat del Sistema Universitari de Catalunya.